# لیکنولوژیست (مجله)
لیکنولوژیست یک نشریه علمی داوری‌شده و دوماهنامه در زمینهٔ شاخه‌شناسی گلسنگ است که موضوعاتی همچون رده‌بندی، سیستماتیک، بوم‌شناسی، زیست‌جغرافیا و حفاظت را در بر می‌گیرد. این نشریه به‌وسیلهٔ انتشارات دانشگاه کمبریج و به نمایندگی از انجمن گلسنگ بریتانیا منتشر می‌شود و سردبیران آن کریستوفر جی. الیس (از باغ گیاه‌شناسی سلطنتی ادینبرو) و لینا میلوس (از موزه تاریخ طبیعی فنلاند) هستند.

## تاریخچه
این نشریه در نوامبر ۱۹۵۸ پایه‌گذاری شد. آغاز به کار آن در پی تأسیس انجمن گلسنگ بریتانیا در ۱ فوریه ۱۹۵۸ صورت گرفت. این نشریه به‌عنوان یکی از انتشارات انجمن گلسنگ بریتانیا و با سردبیری پیتر ویلفرد جیمز بنیان نهاده شد. در سال‌های آغازین، این نشریه دامنه‌ای محدود داشت و سالانه حدود پنجاه صفحه را در بر می‌گرفت. دو جلد نخست آن به‌صورت دست‌نویس با دستگاه سیکلوستایل منتشر شدند و متن‌ها توسط منشی سوینسکو نوشته می‌شدند.
در نخستین سرمقاله، اهداف اصلی نشریه ترسیم شدند که تمرکز آن‌ها بر پیشبرد مطالعات شاخه‌شناسی گلسنگ و اهمیت حفاظت از طبیعت بود. این نشریه در پی آن بود که کمبود منابع نوین در زمینهٔ رده‌بندی گلسنگ‌های بریتانیا را جبران کند و با ارائهٔ مقاله‌های دقیق، به گیاه‌شناسان در شناسایی گونه‌های محلی کمک کند. همچنین، نشریه قصد داشت تا مشارکت در زمینهٔ پراکنش و بوم‌شناسی گلسنگ‌ها در بریتانیا را افزایش دهد؛ حوزه‌هایی که در آن زمان کمتر مورد توجه قرار گرفته بودند. با تأکید بر توازن میان پژوهش و تأثیرات زیست‌محیطی نمونه‌برداری علمی، نشریه از روش‌های مطالعهٔ محتاطانه و مسئولانه دفاع می‌کرد تا به این موجودات کندرشد آسیبی نرسد.
در سال‌های آغازین، نشریه طرح‌های مختلفی برای جلد خود آزمود تا آن‌که در سال ۱۹۵۹ به جلدی با رنگ سبز بهاری رسید که تا سال ۲۰۰۰ مورد استفاده قرار گرفت. همچنین، نشریه که به صورت نامنظم چاپ می‌شد، توانست چاپ خود را به صورت سالانه و منظم تغییر دهد و از جلد ۶ در سال ۱۹۷۴، شمارش متوالی جلدها آغاز شد که با سال تقویمی نیز هم‌زمان بود. با وجود آن‌که نشریه در سال ۱۹۵۸ بنیان‌گذاری شده بود اما در سال ۲۰۱۸ به جلد پنجاهم رسید.
در طول دهه‌ها، این نشریه از نظر اندازه، گسترهٔ موضوعی و اهمیت بین‌المللی رشد یافت. برای مدتی طولانی، این نشریه تنها نشریهٔ علمی جهان بود که به‌طور کامل به گلسنگ‌ها اختصاص داشت و از این رو به منبعی ضروری برای پژوهش در این حوزه تبدیل شد. با گسترش دامنهٔ خود، احترام بین‌المللی بیشتری به دست آورد، در حالی که همچنان نشریهٔ اصلی انجمن گلسنگ بریتانیا باقی ماند.
در دوران سردبیری کریتندن از ۲۰۰۰ تا ۲۰۱۹، این نشریه دگرگونی‌های مهمی را تجربه کرد که به روزرسانی و افزایش تأثیرگذاری آن را در پی داشت. در سال ۲۰۰۱، کریتندن بازنگری کامل در طرح و چاپ نشریه را آغاز کرد و اندازهٔ صفحه‌ها افزایش یافت و طرح جلد جدیدی جایگزین جلد سبز بهاری قدیمی شد که از سال ۱۹۵۹ استفاده می‌شد. این نوسازی ظاهری با تلاش‌هایی برای گسترش محتوای نشریه و جذب بیشتر مخاطبان همراه شد.
کریتندن همچنین شماره‌هایی با موضوعات خاص در زمینهٔ شاخه‌شناسی گلسنگ معرفی کرد که به تمرکز پژوهش‌ها در حوزه‌های خاص و افزایش تعامل خوانندگان کمک کرد. او همچنین نگارش مقاله‌های طولانی‌تر و جامع‌تر را رونق داد، به‌طوری‌که پرداخت عمیق‌تر به موضوعات پیچیده امکان‌پذیر شد. این تغییر به سوی مطالب پرمحتواتر، با افزایش میانگین تعداد صفحات مقاله‌ها در طول سال‌ها بازتاب یافت.
در دوران مدیریت کریتندن، نشریه با تغییرات در رویه‌های انتشارات دانشگاهی نیز سازگار شد و انتشار الکترونیکی مؤثری را به اجرا گذاشت. در پاسخ به الزامات نوظهور قوانین جهانی نام‌گذاری برای جلبک‌ها، قارچ‌ها و گیاهان، ثبت اجباری نام‌های جدید قارچی معرفی شد تا اطمینان حاصل شود که مشارکت‌های رده‌بندی با جدیدترین استانداردهای این حوزه هم‌خوانی دارند.
شاید یکی از چشمگیرترین تغییرات در سال ۲۰۱۶ رخ داد، زمانی که کریتندن سیاستی را برای رد «توصیف‌های مجزای بدون زمینه» اجرایی کرد. این تصمیم، نویسندگان را تشویق کرد تا توصیف گونه‌های جدید را در چارچوب‌های گسترده‌تری از رده‌بندی یا بوم‌شناسی ارائه دهند و بدین ترتیب، تأثیر و سودمندی کلی چنین مقالاتی افزایش یافت. با وجود نگرانی‌های اولیه، این تغییر سیاست به کاهش تعداد گونه‌های جدید توصیف‌شده در نشریه منجر نشد؛ بلکه در عوض، به ارائهٔ مقالات جامع‌تر انجامید.